# Opisthograptis immaculata
Opisthograptis immaculata là một loài bướm đêm trong họ Geometridae.